# Porto di Odessa
Il porto di Odessa o porto commerciale marittimo di Odessa (in ucraino Одеський морський торговельний порт?, Odes'kyj mors'kyj torhovel'nyj port, in russo Одесский морской торговый порт?, Odesskij morskoj torgovyj port), situato vicino a Odessa, è il più grande porto marittimo dell'Ucraina e uno dei più importanti del bacino del mar Nero, con un traffico commerciale di 40 milioni di tonnellate di merci, di cui 15 milioni di materie solide e 25 milioni liquide.
Il porto dispone di un accesso diretto alla rete ferroviaria, il che consente un rapido trasferimento di merci dalle rotte marittime al trasporto su terra. Insieme ai suoi porti satelliti più recenti di Čornomors'k (1958) e Yuzhne (1973), il porto di Odessa è il più importante nodo del traffico passeggeri e commerciale dell'Ucraina.
Dal 2014 è sede della principale base navale della Marina militare ucraina.

## Localizzazione
Il porto si trova sulle sponde occidentali della baia di Odessa. È costituito da diversi porti che sono divisi uno dall'altro da un certo numero di moli, mentre il porto stesso è protetto dal mare aperto da lunghi frangiflutti situati nella baia antistante.
Proprio dietro al molo meridionale (Karantyny), si trova la stazione marittima per i passeggeri dotata di un albergo a più piani sul molo Nova.
Circa a metà vi è il cantiere nautico di manutenzione Ucraina.
Nella parte settentrionale del porto vi sono i depositi del grano e del petrolio, mentre a sud vi è un deposito petrolifero più piccolo tra le banchine di carico dei container. La presenza del porto è segnalata alle navi dal faro Voroncov.

## Terminal

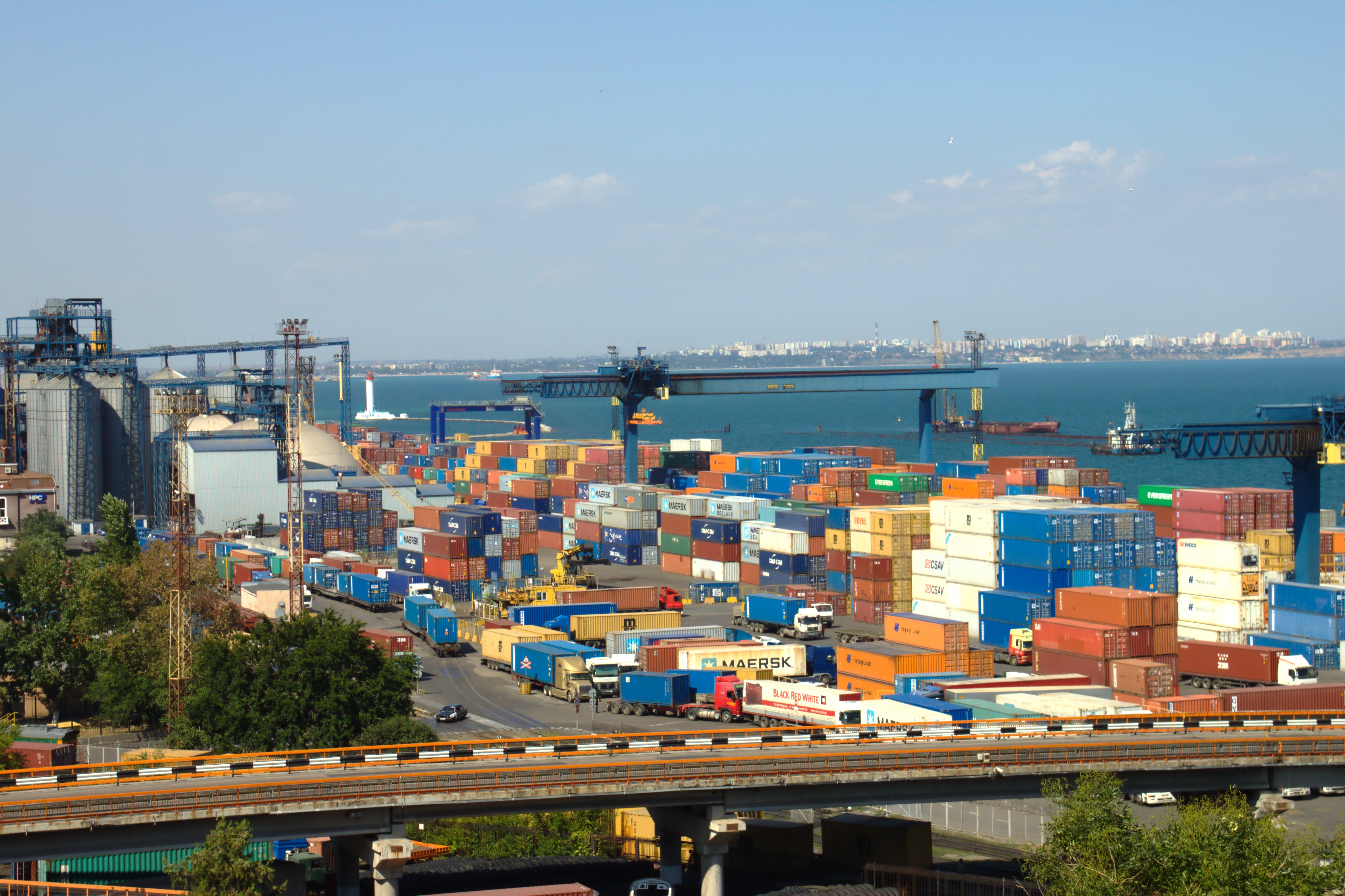
Terminal container di Odessa

### Terminal di transito e trasporto logistico
Il terminal è stato aperto il 13 maggio 2005 e ha una superficie di stoccaggio di 51.500 m². Il terminal dispone di due magazzini con una superficie totale di 2.363,80 m², inclusi 60,30 m² per i trasporti preziosi. I magazzini lavorano in senso orario e sono dotati di sistemi a cremagliera progettati per lo stoccaggio delle merci. Ogni rampa di magazzino consente la gestione contemporanea di nove veicoli. L'area ha un sistema di allarme, sorveglianza, antincendio e ventilazione. Nell'edificio principale sono presenti le dogane, la sede delle squadre di protezione delle frontiere e diverse agenzie per il monitoraggio l'ambiente. La sicurezza esterna per l'intero porto è garantita dall'Agenzia di Sicurezza Marittima dell'Ucraina, presente in 15 siti portuali dell'OMTP.

### Terminal petrolifero e gas
Il terminal per petrolio e gas è il più grande in Ucraina: dispone di sei ancoraggi con una capacità totale di stoccaggio di 671.000 m³.
Il distretto petrolifero può accogliere direttamente i camion cisterna, che vengono riempiti nel deposito a cui fluisce il petrolio attraverso le condutture. I depositi hanno altresì accesso diretto alla ferrovia.
Il terminal dei carburanti ha una capacità di traffico annuale di 25,5 milioni di tonnellate.

### Terminal passeggeri

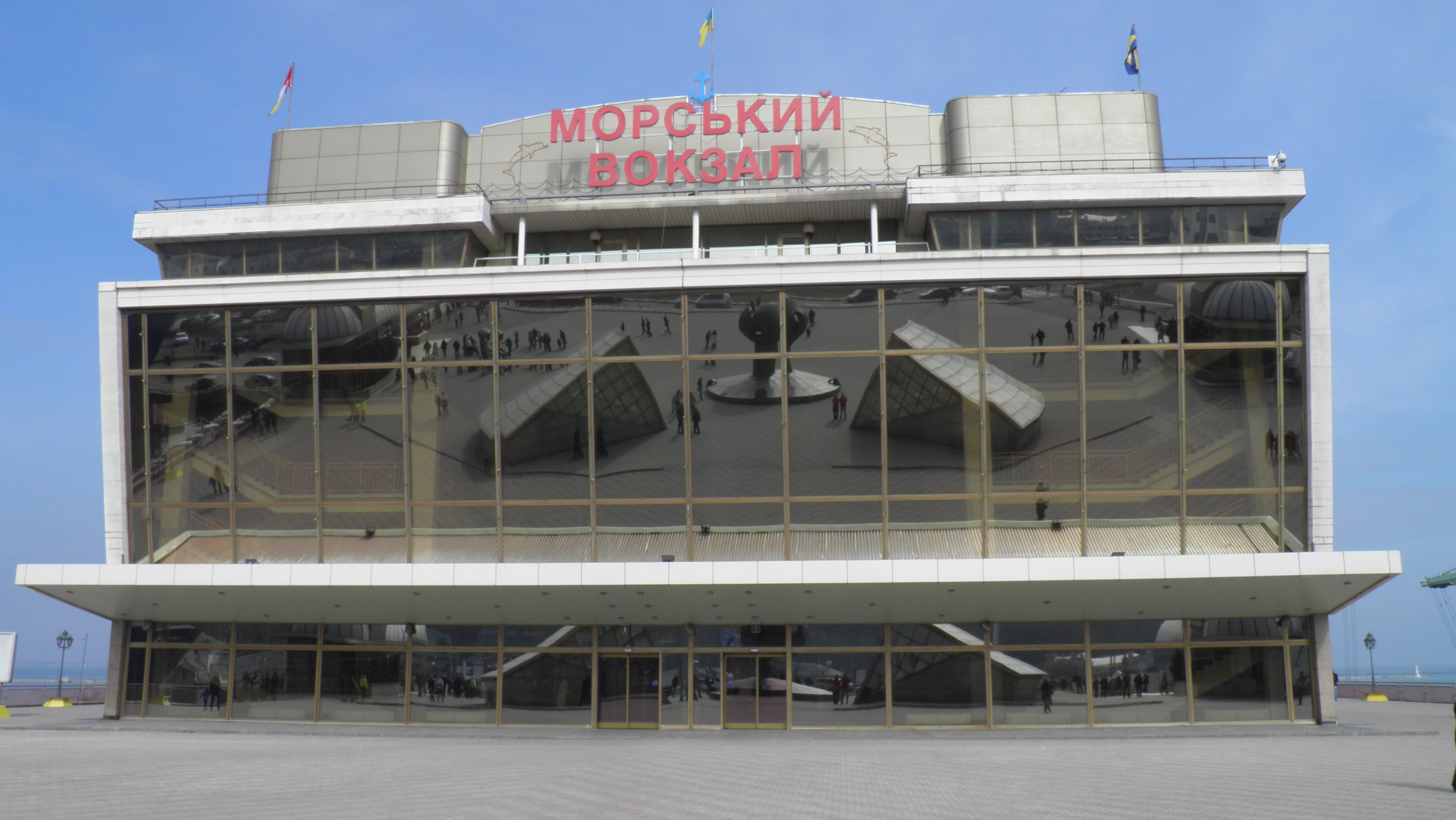
Terminal passeggeri

Il porto di Odessa è uno dei più importanti terminal passeggeri del mar Nero: nel 2007 vi sono transitati circa quattro milioni di viaggiatori. I moli del terminal possono ricevere fino a cinque motonavi (lunghe fino ad un massimo di 300 metri), con lunghezza complessiva disponibile di 1.370 metri. La profondità vicino ai moli varia da 9,5 a 11,5 metri.
Il terminal dispone di un parcheggio custodito aperto 24 ore su 24. Il complesso dispone di numerosi bar, un salone di concerti, una galleria marina, un museo delle ancore, il museo della flotta marittima dell'Ucraina, un porto per gli yacht, un centro immersioni, la chiesa di San Nicola, un ristorante e altri servizi.

### Cantiere nautico Ucraina

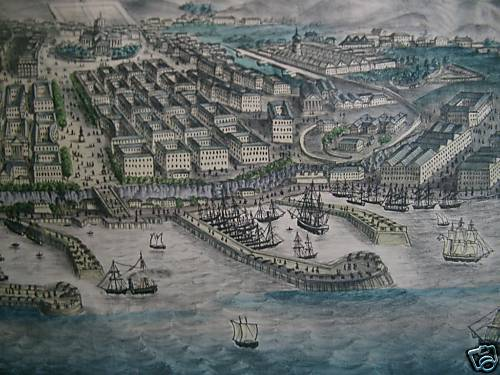
Il porto di Odessa nel 1854.

Il Cantiere nautico Ucraina venne impiantato dalla Compagnia di navigazione del mar Nero l'anno precedente alla fondazione della città di Odessa.
Durante l'epoca sovietica il cantiere fu una delle principali basi della Compagnia.

## Base navale
Dal 1997 il porto è stato una delle basi navali della Marina militare ucraina. Dal 2014, dopo l'occupazione russa della Crimea e la perdita della base navale di Sebastopoli, ne è diventata la base principale.